# Chalepogenus muelleri
Chalepogenus muelleri är en biart som först beskrevs av Heinrich Friese 1899.  Chalepogenus muelleri ingår i släktet Chalepogenus och familjen långtungebin. Inga underarter finns listade i Catalogue of Life.